# 228e régiment d'artillerie
Pour les articles homonymes, voir 228e régiment.
Le 228e régiment d'artillerie est une unité de l’Armée de terre française, qui a combattu et existé pendant la Première Guerre mondiale et la Seconde Guerre mondiale.
Le 228e régiment d'artillerie de campagne est formé à partir du 28e régiment d'artillerie divisionnaire en avril 1917, avec deux groupes de canons de 75 de campagne. Devenu régiment d'artillerie portée, il est dissous à l'issue de la guerre.
Le 228e régiment d'artillerie lourde divisionnaire est recréé à la mobilisation de 1939 à partir du 28e régiment d'artillerie divisionnaire. Il forme l'artillerie lourde de la 13e division d'infanterie pendant la bataille de France, à l'issue de laquelle il est dissous.

## Création et différentes dénominations
- 1er avril 1917 : création du 228e régiment d'artillerie de campagne (228e RAC)
- mars 1918 : devient 228e régiment d'artillerie de campagne porté (228e RACP)
- 1919 : dissolution, rejoint le 28e RAC
- septembre 1939 : création du 228e régiment d'artillerie lourde divisionnaire (228e RALD)
- juillet 1940 : dissolution[réf. souhaitée]

## Colonels et chefs de corps
- 1917 : colonel Brassau[1]
- 1918 : lieutenant-colonel Bernard de Vesins[1]
- 1940 : lieutenant-colonel Pagès[2]

## Historique des garnisons, campagnes et batailles

### Première Guerre Mondiale
Le 228e RAC est formé le 1er avril 1917 à partir des 3e et 4e groupes du 28e RAC.
À partir du 12 mars 1918, il est rassemblé au centre d'organisation de l'artillerie de campagne de Neuilly-en-Thelle, reçoit des camions et des tracteurs motorisés pour devenir un régiment d'artillerie de campagne porté. Après formation d'un troisième groupe, le régiment repart au combat le 1er avril 1918.
Commandé par le lieutenant-colonel Bernard de Vesins, il est trois fois cité et reçoit la fourragère de la croix de guerre.
Le régiment doit quitter le front en octobre, victime de l'épidémie de grippe. 
Une fois la guerre, le 228e RACP rejoint le dépôt du 28e RAC pour former le 28e RACP.

### Seconde Guerre mondiale
Le 228e régiment d'artillerie lourde divisionnaire est mis sur pied le 13 septembre 1939 au centre mobilisateur d'artillerie no 27 (Chaumont et Langres) avec les éléments d'active du 28e régiment d'artillerie divisionnaire. Ces deux régiments forment l'artillerie de 13e division d'infanterie. Il est formé d'un groupe de canons de 155 C modèle 1917 Schneider[réf. souhaitée] et d'un groupe de 105 C modèle 1935 Bourges[réf. souhaitée].
Il combat pendant la bataille de France[réf. souhaitée].

## Décorations
Le 228e régiment d'artillerie de campagne est cité à l'ordre de l'armée le 5 juillet 1918 et le 10 septembre 1918p=38. Il porte la fourragère aux couleurs de la croix de guerre.